# Pegomya scapularis
Pegomya scapularis este o specie de muște din genul Pegomya, familia Anthomyiidae. A fost descrisă pentru prima dată de Zetterstedt în anul 1846. Conform Catalogue of Life specia Pegomya scapularis nu are subspecii cunoscute.